# Ściana Czarownic
Ściana Czarownic – polski czarno-biały film obyczajowy z 1966 roku.
Akcja filmu rozgrywa się w środowisku narciarsko–zawodniczym, a zdjęcia kręcone były w rejonie Kasprowego Wierchu i w Zakopanem.

## Główne role
- Zbigniew Dobrzyński – narciarz Andrzej Gazda
- Marta Lipińska – Magda
- Iga Cembrzyńska – piosenkarka Ewa Zarębska
- Irena Orska – profesorowa Maria Janicka
- Andrzej Balcerzak – trener Antoni Małecki
- Jacek Fedorowicz – Jurek, kolega Wojtka
- Jerzy Jogałła – narciarz Maciek Zaleski
- Jerzy Karaszkiewicz – Wojtek
- Ryszard Kotys – narciarz Ryszard Parzeniec
- Eliasz Kuziemski – prezes klubu sportowego
- Jerzy Molga – narciarz Derkacz
- Wojciech Ruszkowski – profesor Karol Janicki
- Mieczysław Święcicki – narciarz Pawlicki „Grzeczny”
- Krzysztof Litwin – konduktor kolejki linowej